# Warszkowo-Kolonia
Warszkowo-Kolonia – nieoficjalna nazwa kolonii wsi Warszkowo w Polsce położona w województwie zachodniopomorskim, w powiecie sławieńskim, w gminie Sławno.
W latach 1975–1998 miejscowość administracyjnie należała do województwa słupskiego.